# Cercyonis carolina
Cercyonis carolina är en fjärilsart som beskrevs av Ralph L. Chermock 1942. Cercyonis carolina ingår i släktet Cercyonis och familjen praktfjärilar. Inga underarter finns listade i Catalogue of Life.